# Maison de l'Obédiencerie
La maison de l'Obédiencerie est une maison située à Chablis, en France.

## Localisation
L'Obédiencerie est située dans le département français de l'Yonne, sur la commune de Chablis, à l'adresse 22 rue Louis-Bro.

## Historique
L'édifice est inscrit au titre des monuments historiques en 1959.